# Rajd Madery 1989
Rajd Madery 1989 (30. Rali Vinho da Madeira) – 30. edycja rajdu samochodowego Rajd Madery rozgrywanego we Portugalii. Rozgrywany był od 4 do 6 sierpnia 1989 roku. Była to trzydziesta runda Rajdowych Mistrzostw Europy w roku 1989 (rajd miał najwyższy współczynnik – 20) oraz dziewiąta runda Rajdowych Mistrzostw Portugalii.

## Klasyfikacja rajdu
| Miejsce                      | Kierowca                     | Pilot                        | Samochód                     | Czas                         | Strata                       |                              |
| Klasyfikacja generalna i ERC | Klasyfikacja generalna i ERC | Klasyfikacja generalna i ERC | Klasyfikacja generalna i ERC | Klasyfikacja generalna i ERC | Klasyfikacja generalna i ERC | Klasyfikacja generalna i ERC |
| ---------------------------- | ---------------------------- | ---------------------------- | ---------------------------- | ---------------------------- | ---------------------------- | ---------------------------- |
| 1.                           | Yves Loubet                  | Jean-Marc Andrié             | Lancia Delta Integrale       | 4:00:16                      | 0.0                          |                              |
| 2.                           | Fabrizio Tabaton             | Luciano Tedeschini           | Lancia Delta Integrale       | 4:01:31                      | +1:15                        |                              |
| 3.                           | Robert Droogmans             | Ronny Joosten                | Ford Sierra RS Cosworth      | 4:02:55                      | +2:39                        |                              |
| 4.                           | Fabio Arletti                | Leonardo Julli               | Lancia Delta Integrale       | 4:10:10                      | +9:54                        |                              |
| 5.                           | John Bosch                   | Kevin Gormley                | BMW M3 E30                   | 4:14:59                      | +14:43                       |                              |
| 6.                           | Inverno Amaral               | Joaquim Neto                 | Renault 11 Turbo             | 4:18:27                      | +18:11                       |                              |
| 7.                           | Carlos Bica                  | Fernando Prata               | Lancia Delta HF 4WD          | 4:22:09                      | +21:53                       |                              |
| 8.                           | Pierre Bos                   | Robert Wrege                 | Ford Sierra RS Cosworth      | 4:33:05                      | +32:49                       |                              |
| 9.                           | Bento Amaral                 | Rui Bevilacqua               | Renault 11 Turbo             | 4:33:18                      | +33:02                       |                              |
| 10.                          | Sergio Marrero               | Manuel Déniz                 | Renault 5 GT Turbo           | 4:34:14                      | +33:58                       |                              |